# Privateer Press
Privateer Press is een Amerikaanse producent en uitgever van RPG's en tabletop-wargames.
Het bedrijf werd opgericht in 2000 door Brian Snōddy, Matt Staroscik en Matt Wilson. Het bedrijf is momenteel in bezit van Wilson, Snōddy en Mike McVey.
Privateer Press is gevestigd in Bellevue in de staat Washington, waar het hoofdkantoor en het Amerikaanse distributiecentrum plus de fabriek zijn ondergebracht. Privateer Press heeft ook een fabriek in het Verenigd Koninkrijk om de Amerikaanse fabriek te ontlasten bij de bevoorrading van zowel Noord-Amerika als Europa.

## Producten
- Iron Kingdoms
- Warmachine
- Hordes